# قمة مجموعة العشرين 2015 العاشرة في أنطاليا
قمة أنطاليا هي القمة العاشرة لرؤساء مجموعة العشرين استضافتها مدينة أنطاليا التركية. وغاب عنها الرئيس الفرنسي فرانسوا هولاند بسبب الهجمات التي استهدفت عاصمة فرنسا باريس. وقد تصدرت الأزمة السورية والهجرة ومكافحة الإرهاب جدول أعمالها.
اقترح عاهل السعودية الملك سلمان بن عبد العزيز خلال القمة إنشاء مركز دولي لمكافحة الإرهاب تحت مظلة الأمم المتحدة، وأعلن تبرع بلاده بمبلغ 110 مليون دولار لتمويله.

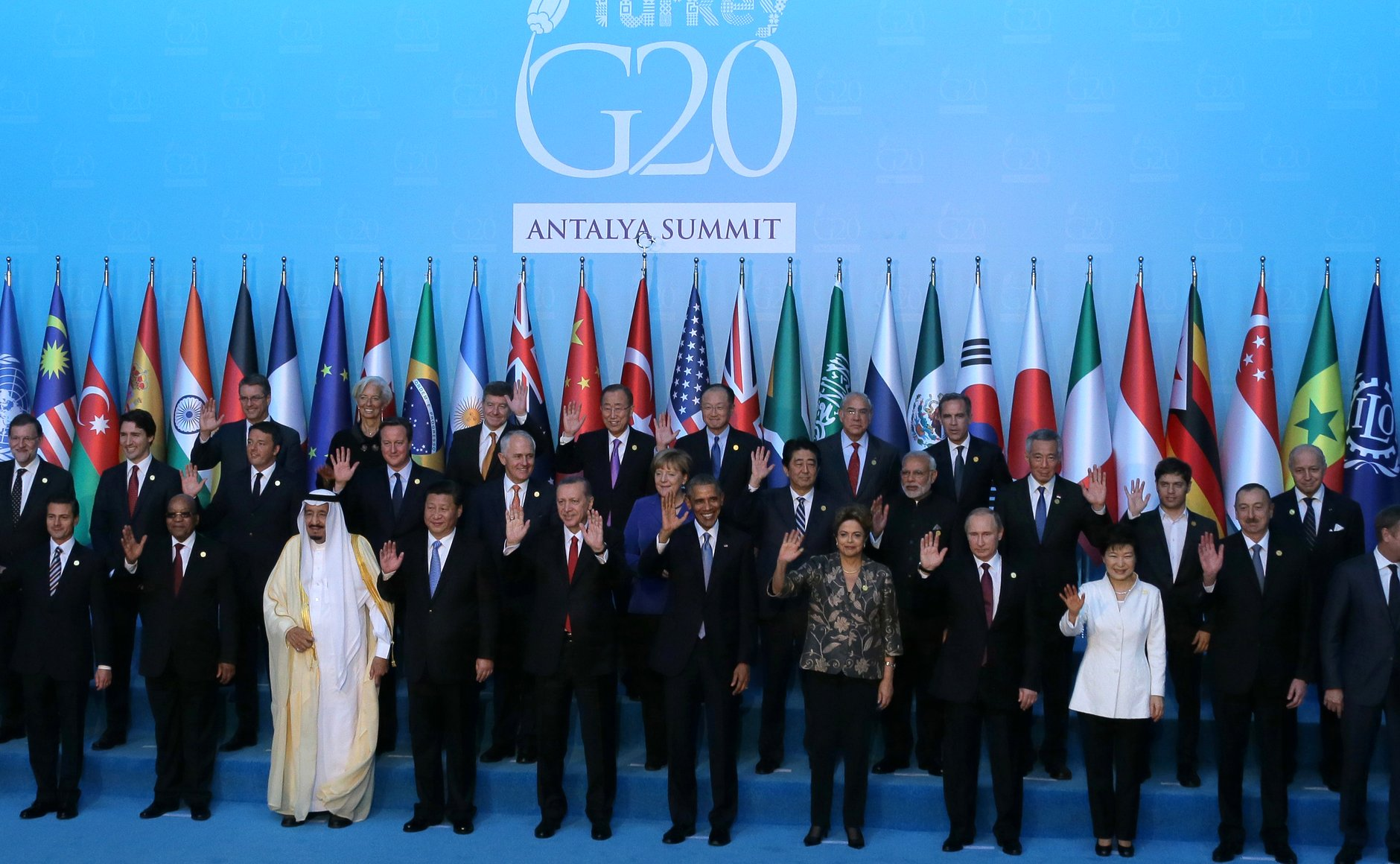
رؤساء الوفود المشاركة في قمة أنطاليا

## القادة المشاركون

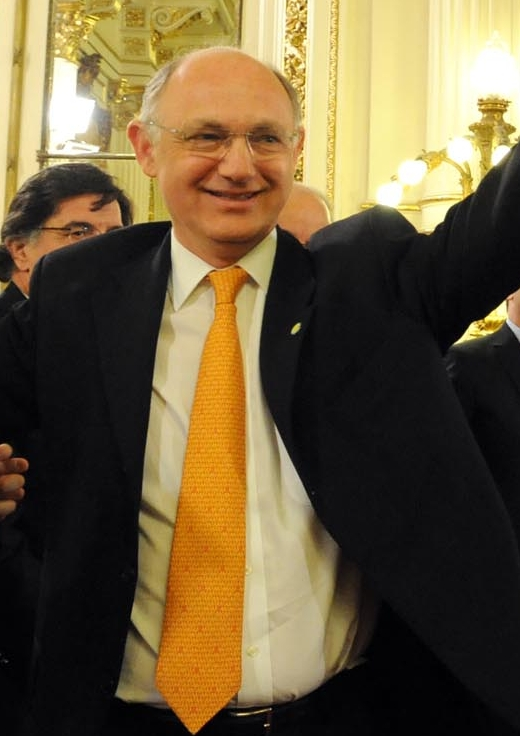
الأرجنتين هكتور تيميرمان ، وزير الخارجيه  [لغات أخرى]‏
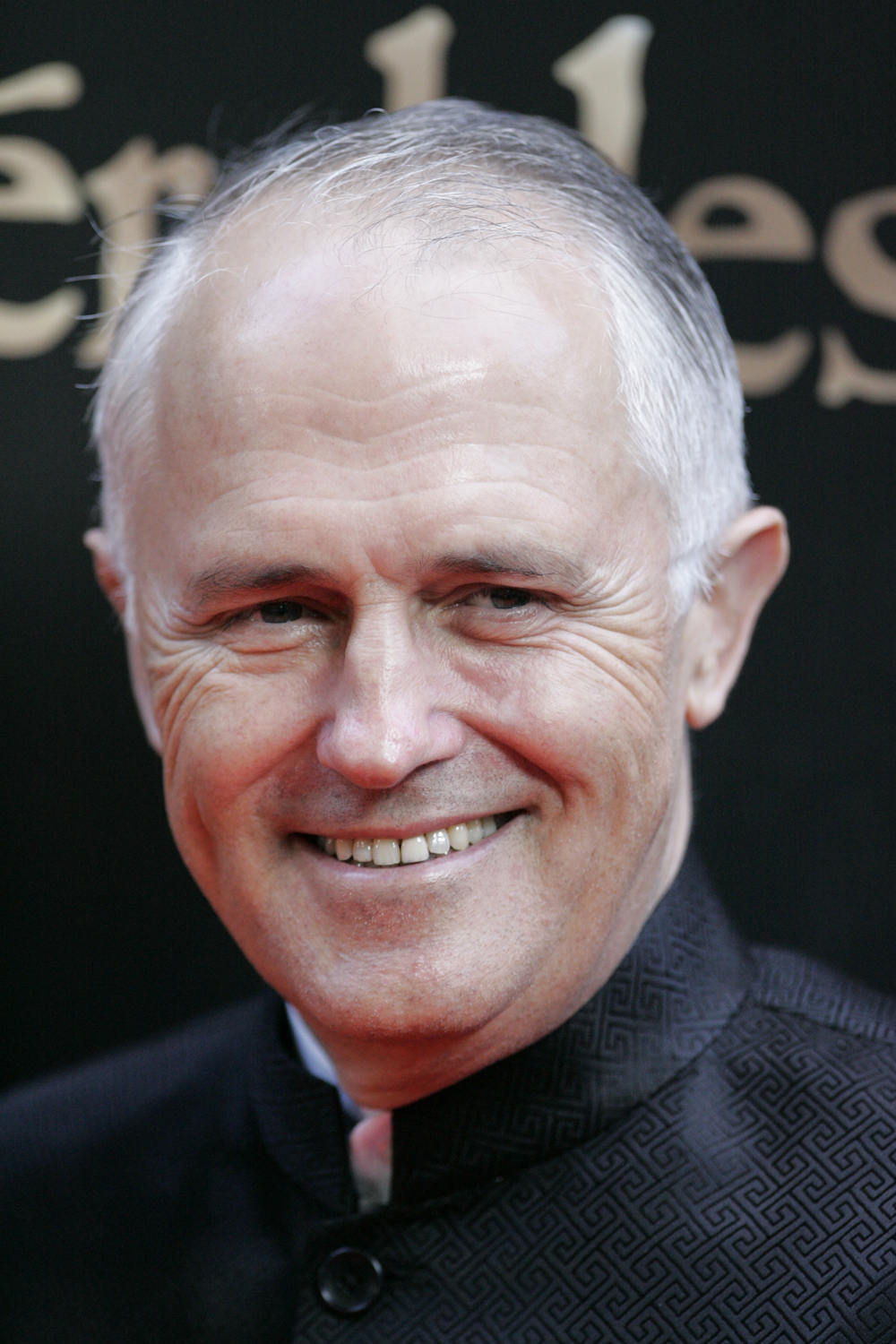
أستراليا مالكولم تورنبول، رئيس الوزراء
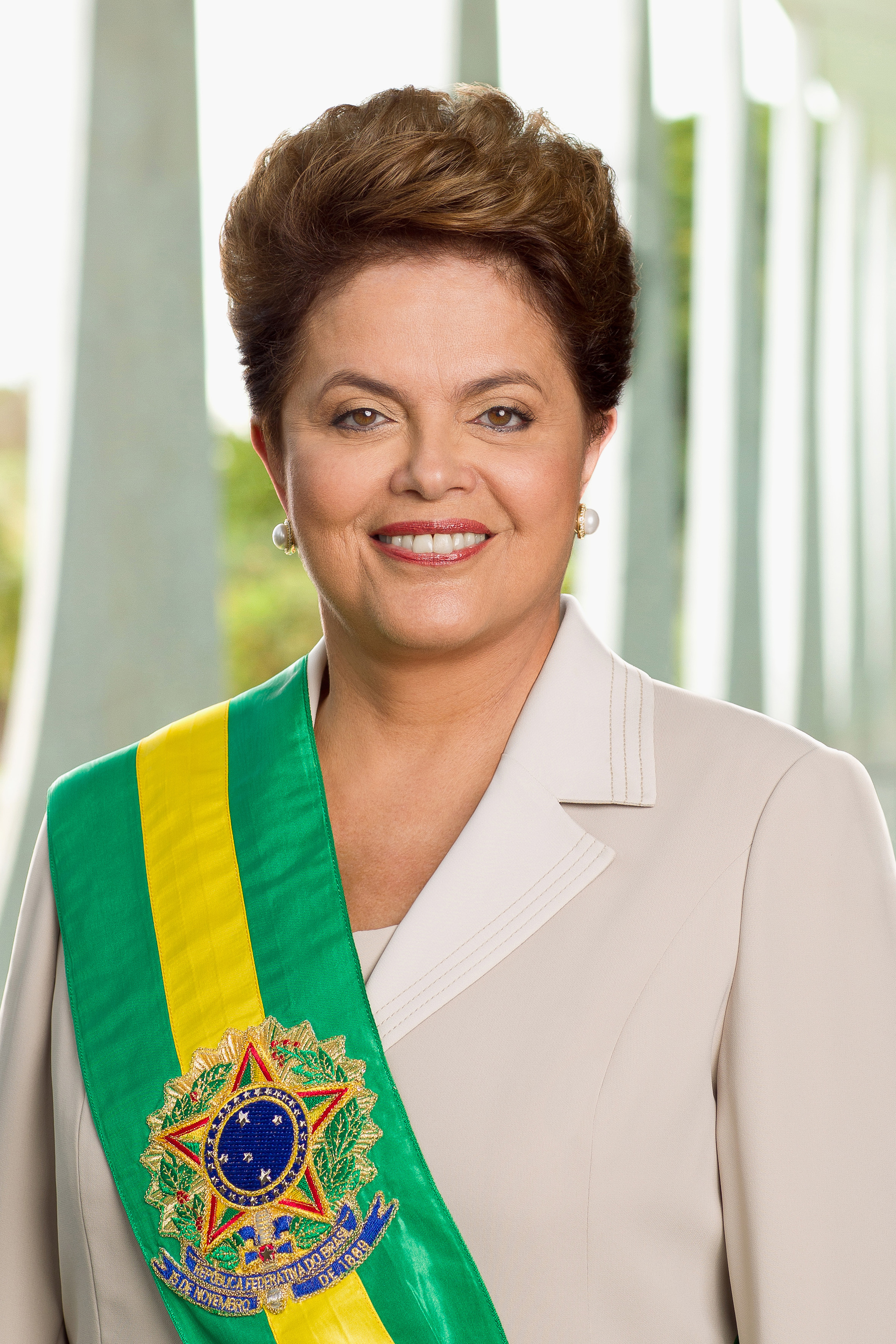
البرازيل ديلما روسيف، رئيسة البرازيل
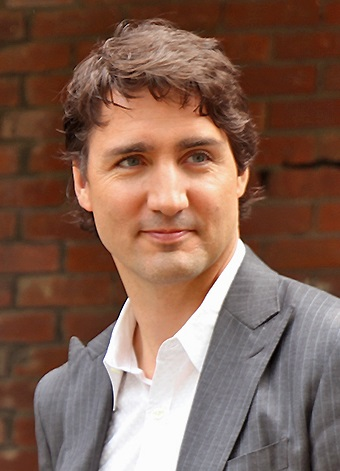
كندا جاستن ترودو، رئيس وزراء كندا
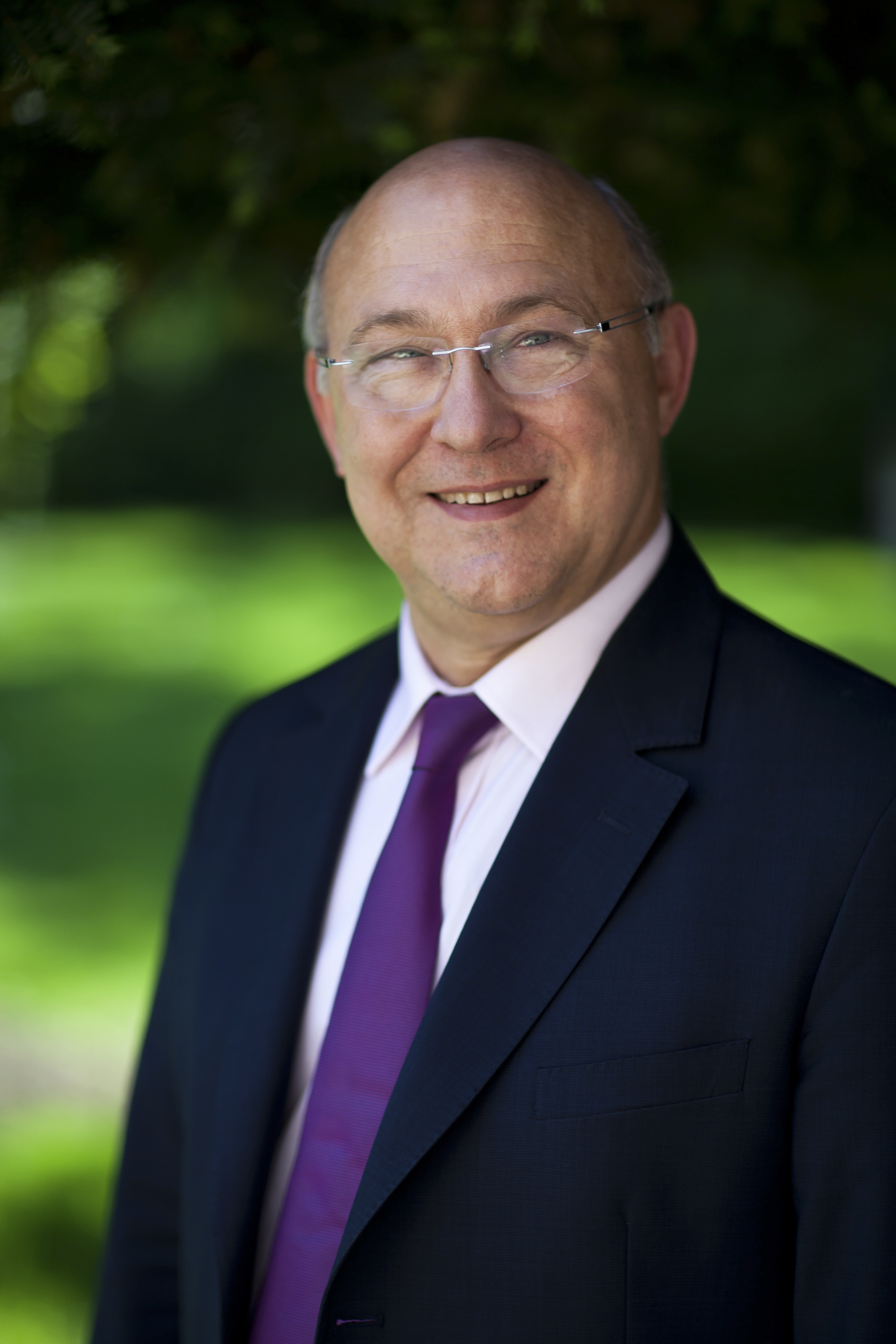
فرنسا ميشيل سابين، وزير المالية
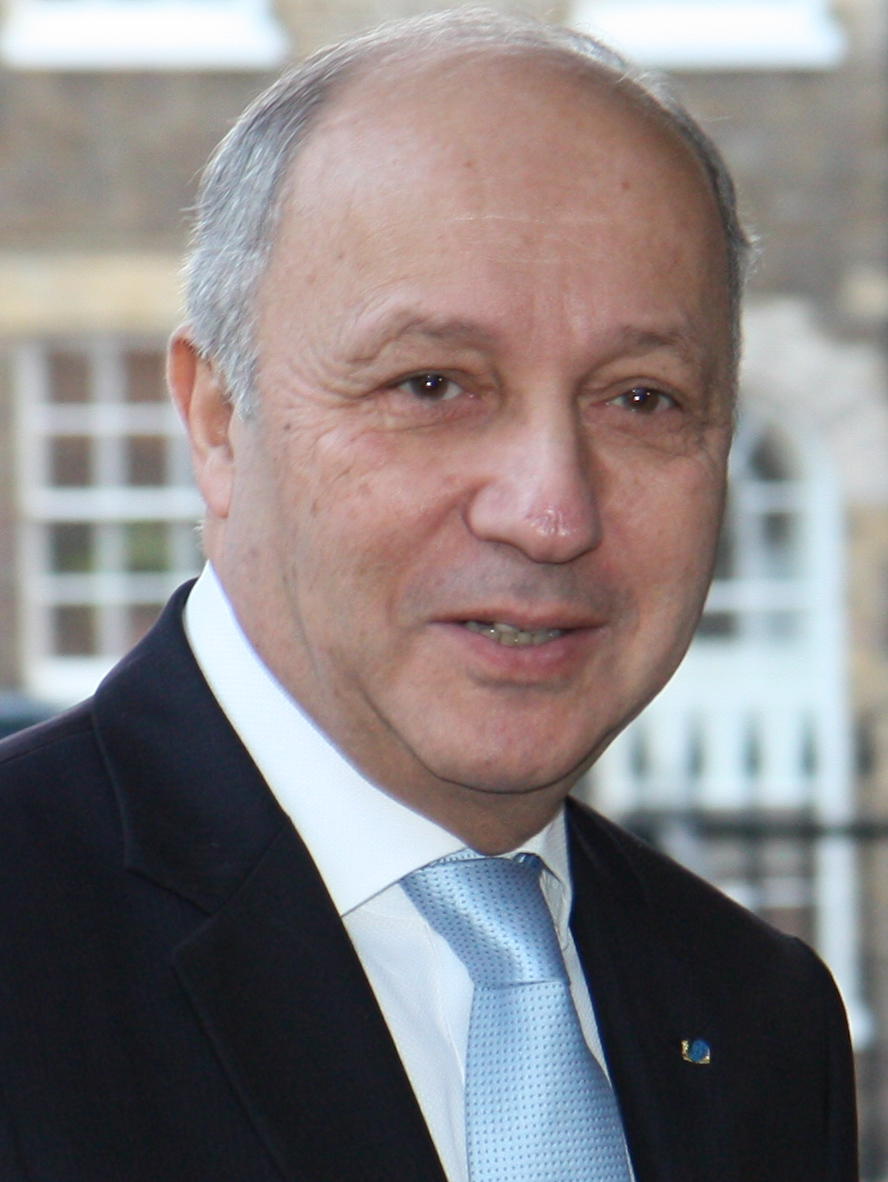
فرنسا لوران فابيوس، وزير خارجية فرنسا
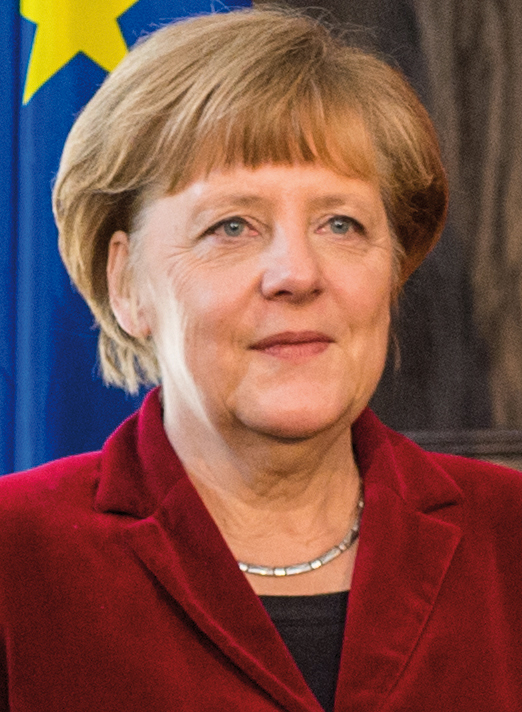
ألمانيا أنغيلا ميركل، مستشارة المانيا
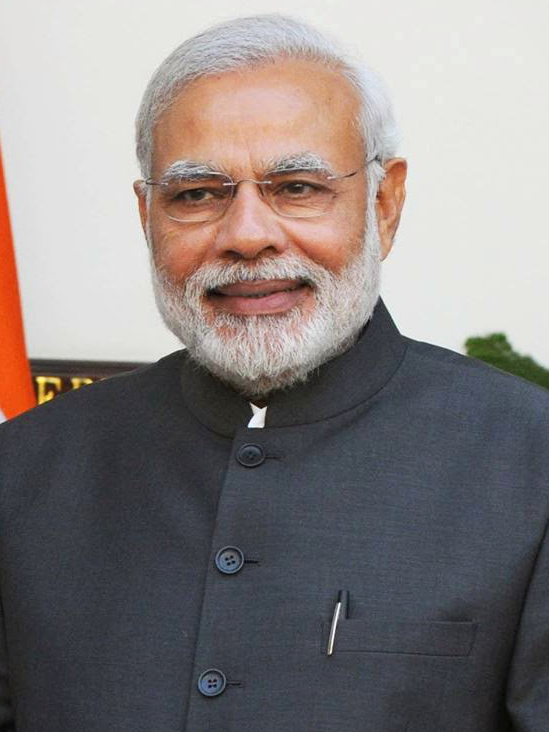
الهند ناريندرا مودي، رئيس الوزراء
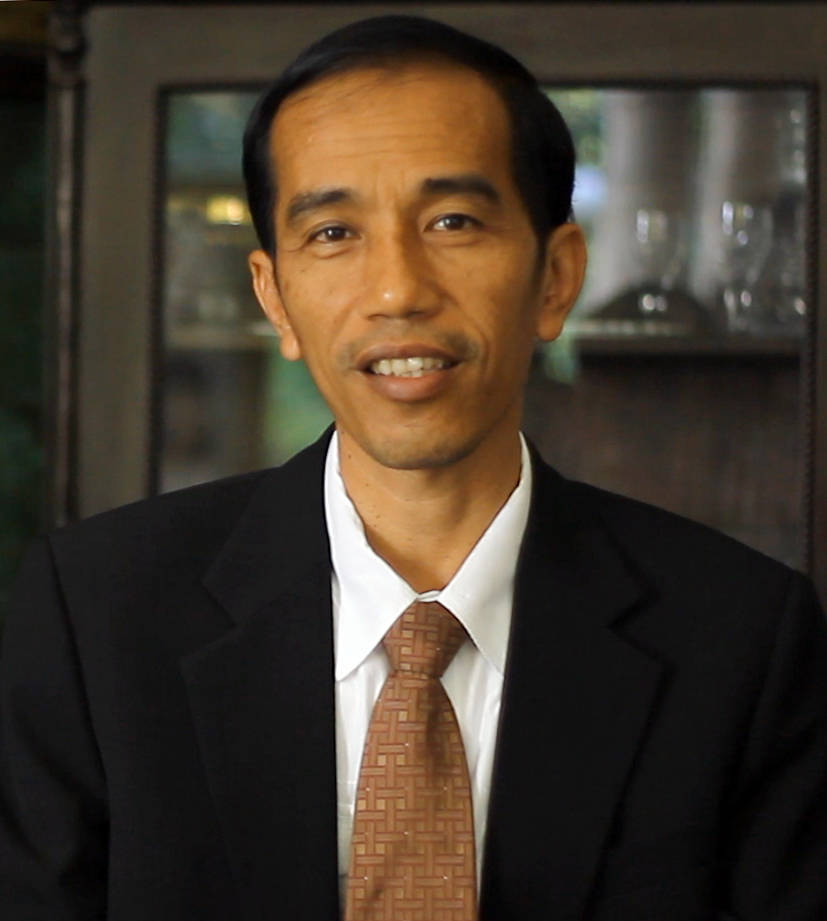
إندونيسيا جوكو ويدودو، رئيس إندونيسيا
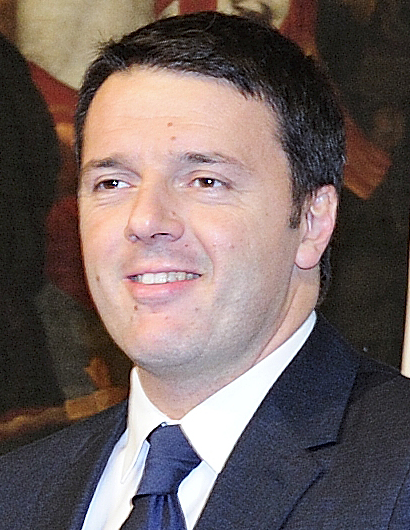
إيطاليا ماتيو رينزي، رئيس وزراء إيطاليا
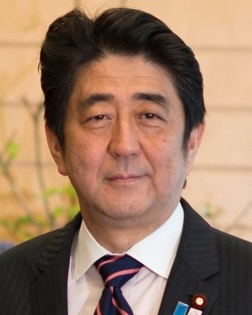
اليابان شينزو آبي، رئيس وزراء اليابان
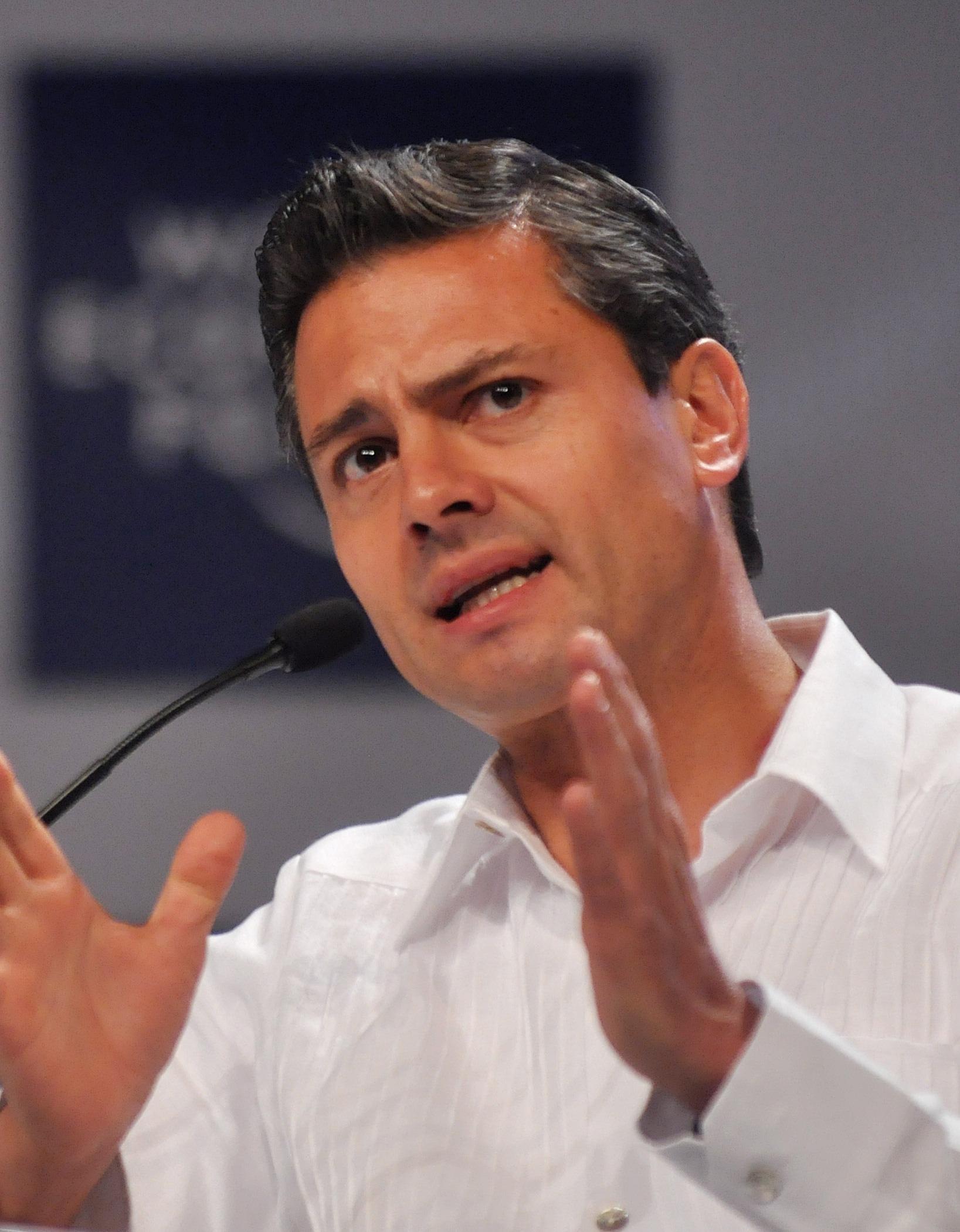
المكسيك إنريكه بينيا نييتو، رئيس المكيسك
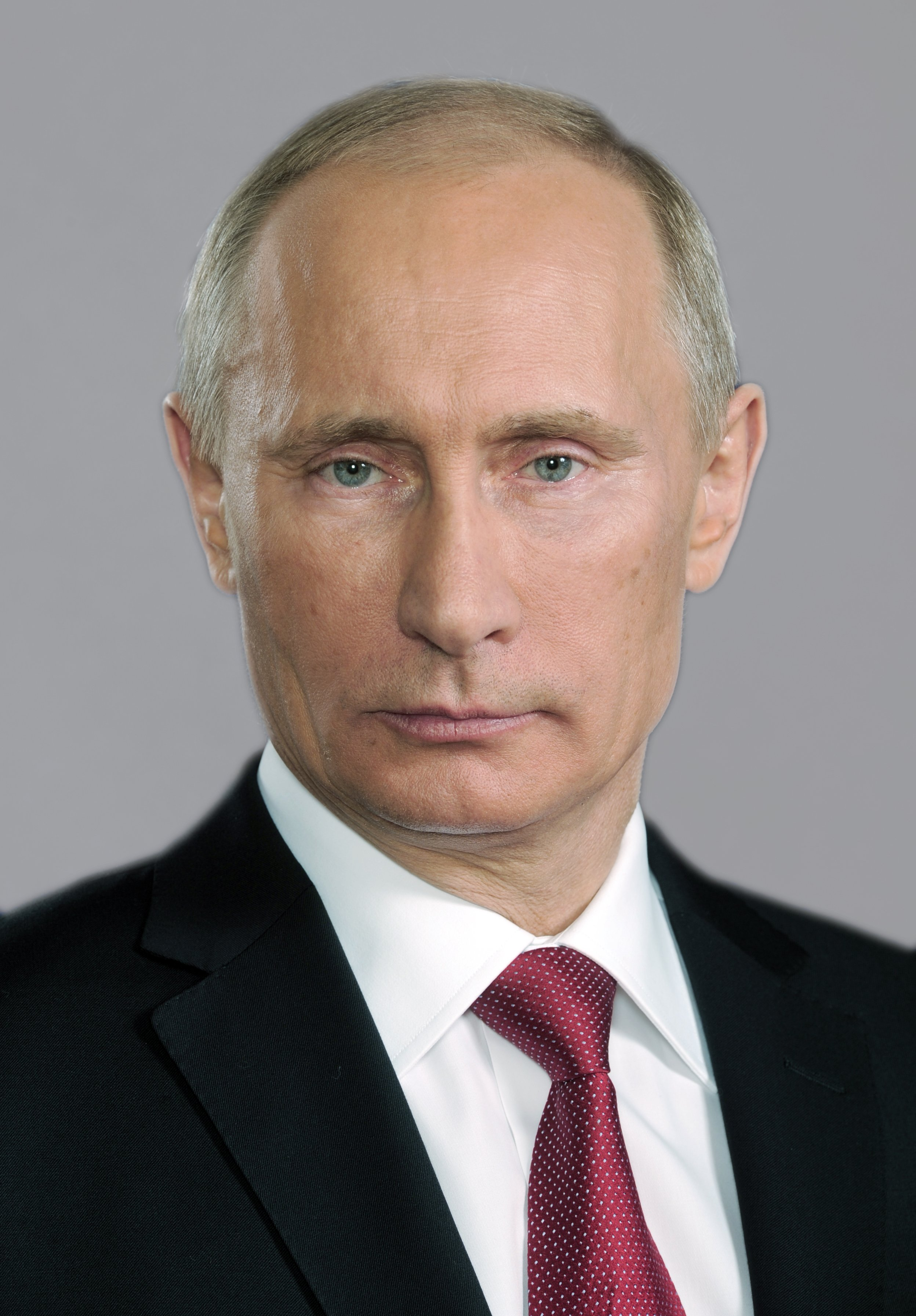
روسيا فلاديمير بوتين، رئيس روسيا
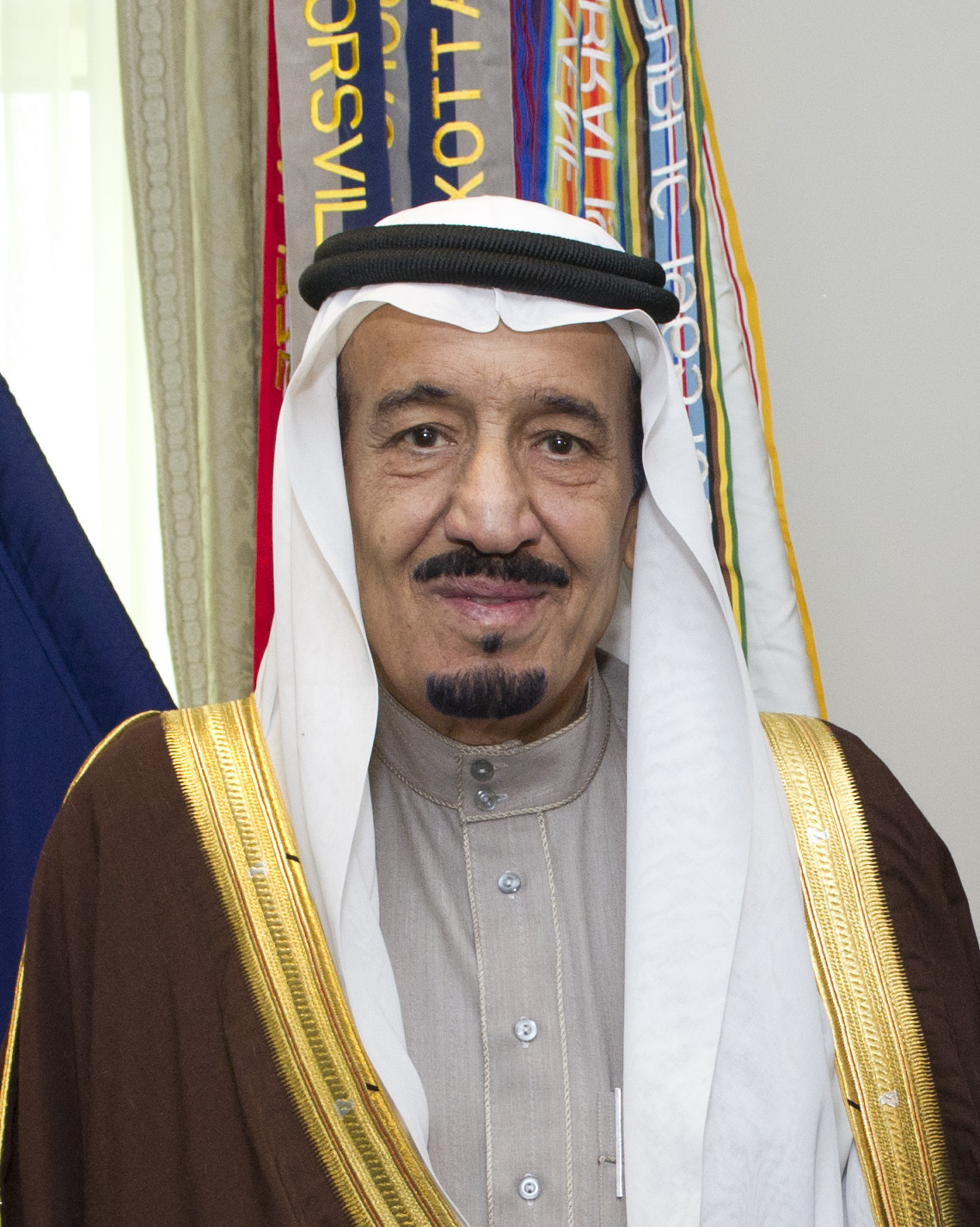
السعودية سلمان بن عبد العزيز آل سعود، ملك المملكة العربية السعودية
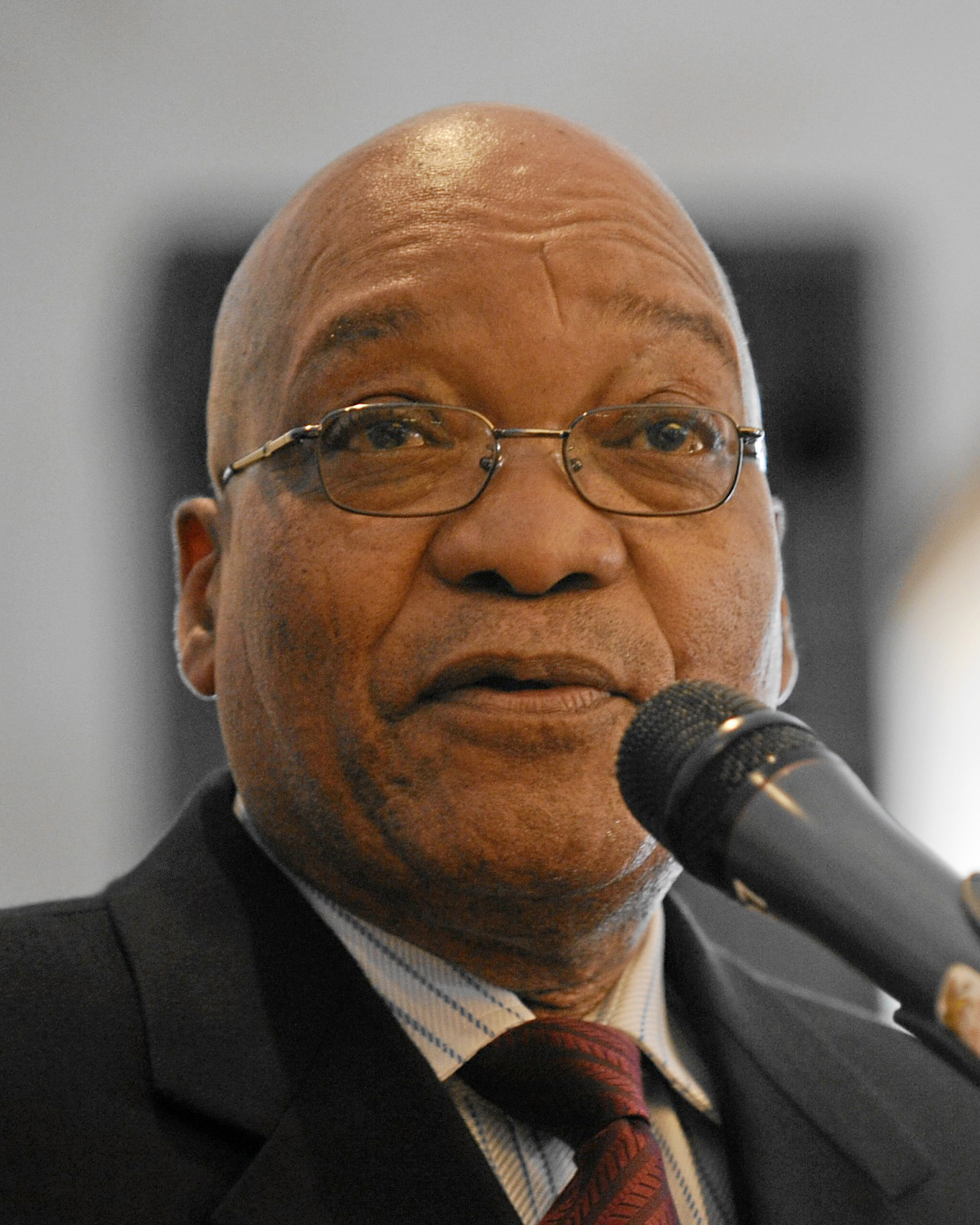
جنوب إفريقيا جاكوب زوما، رئيس جنوب أفريقيا
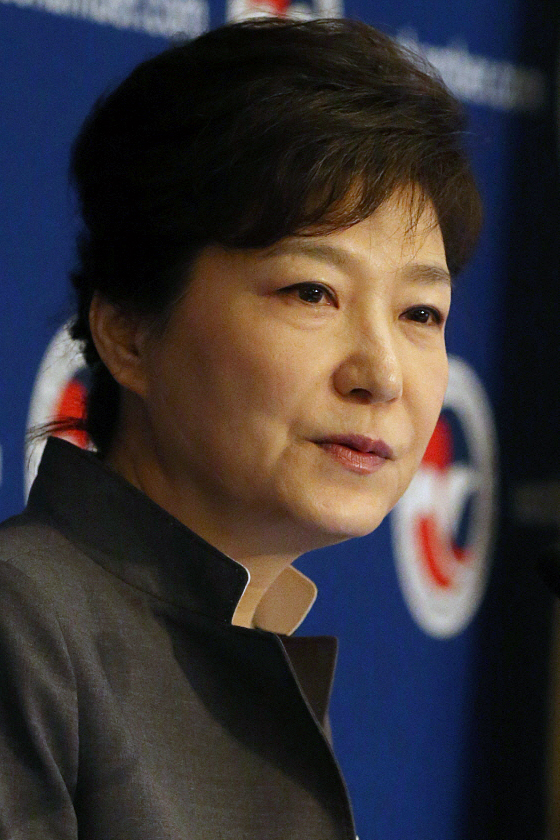
كوريا الجنوبية باك غن هي، رئيسة كوريا الجنوبية
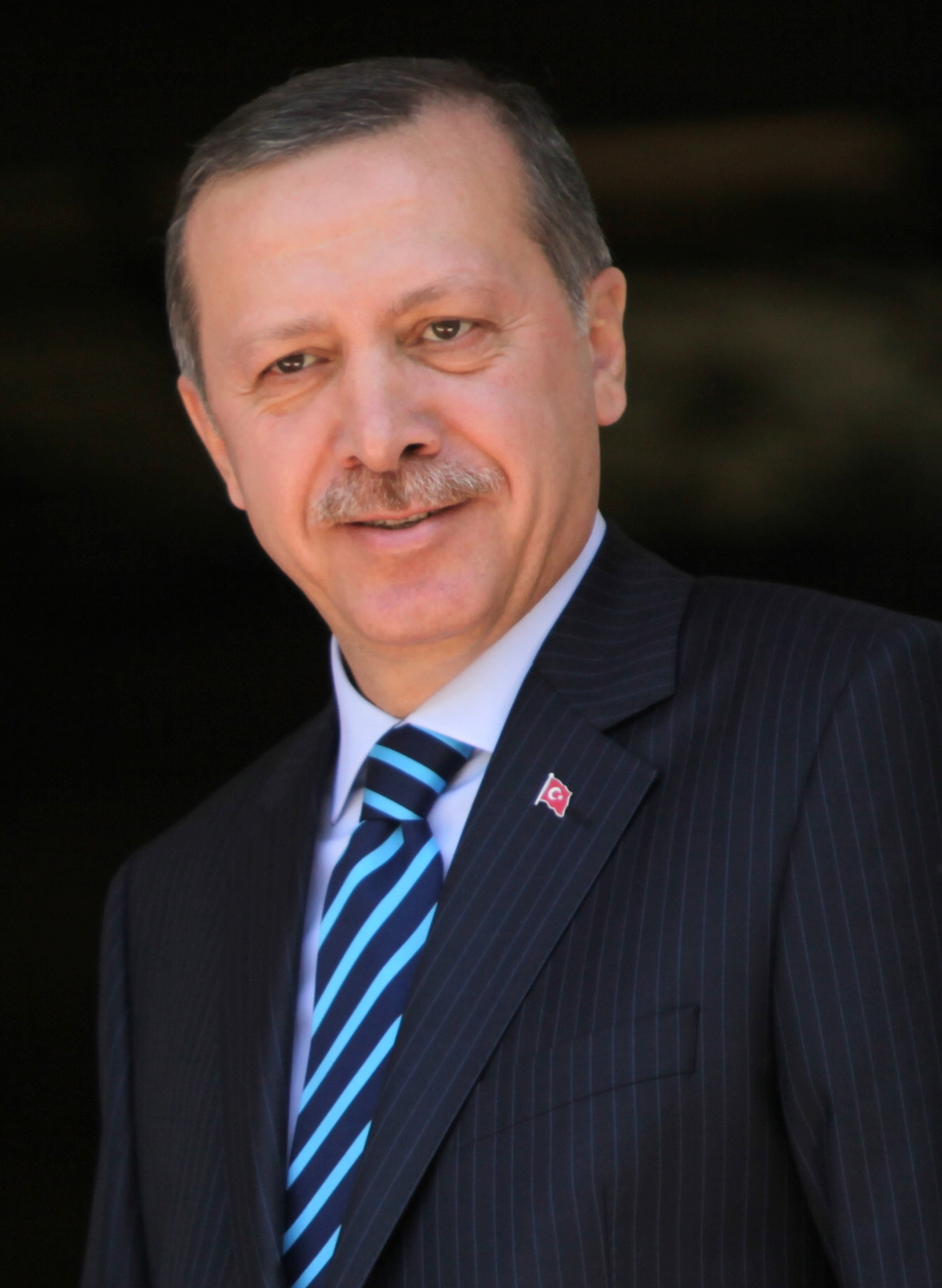
تركيا رجب طيب أردوغان، رئيس تركيا
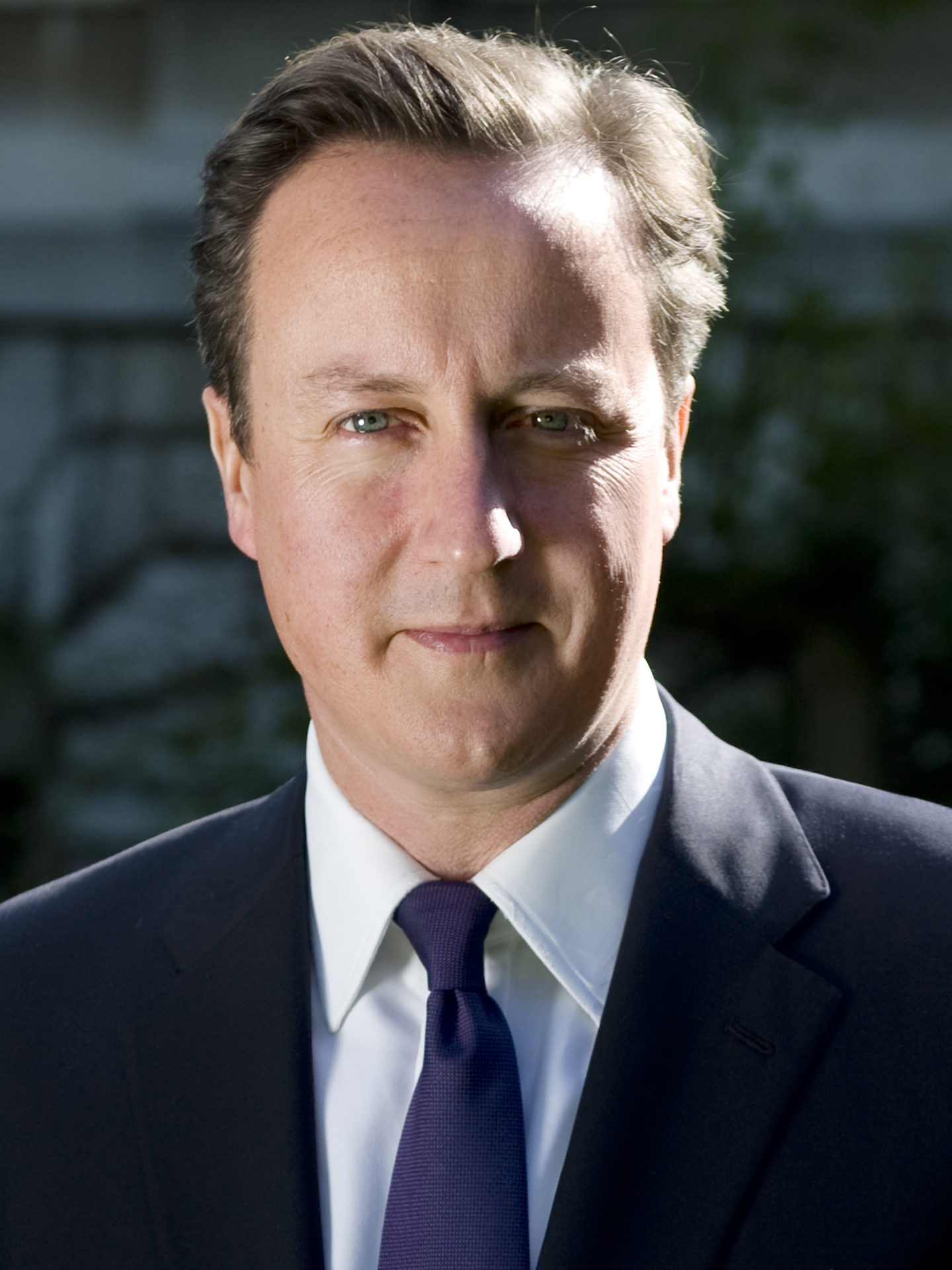
المملكة المتحدة ديفيد كاميرون، رئيس وزراء المملكة المتحدة
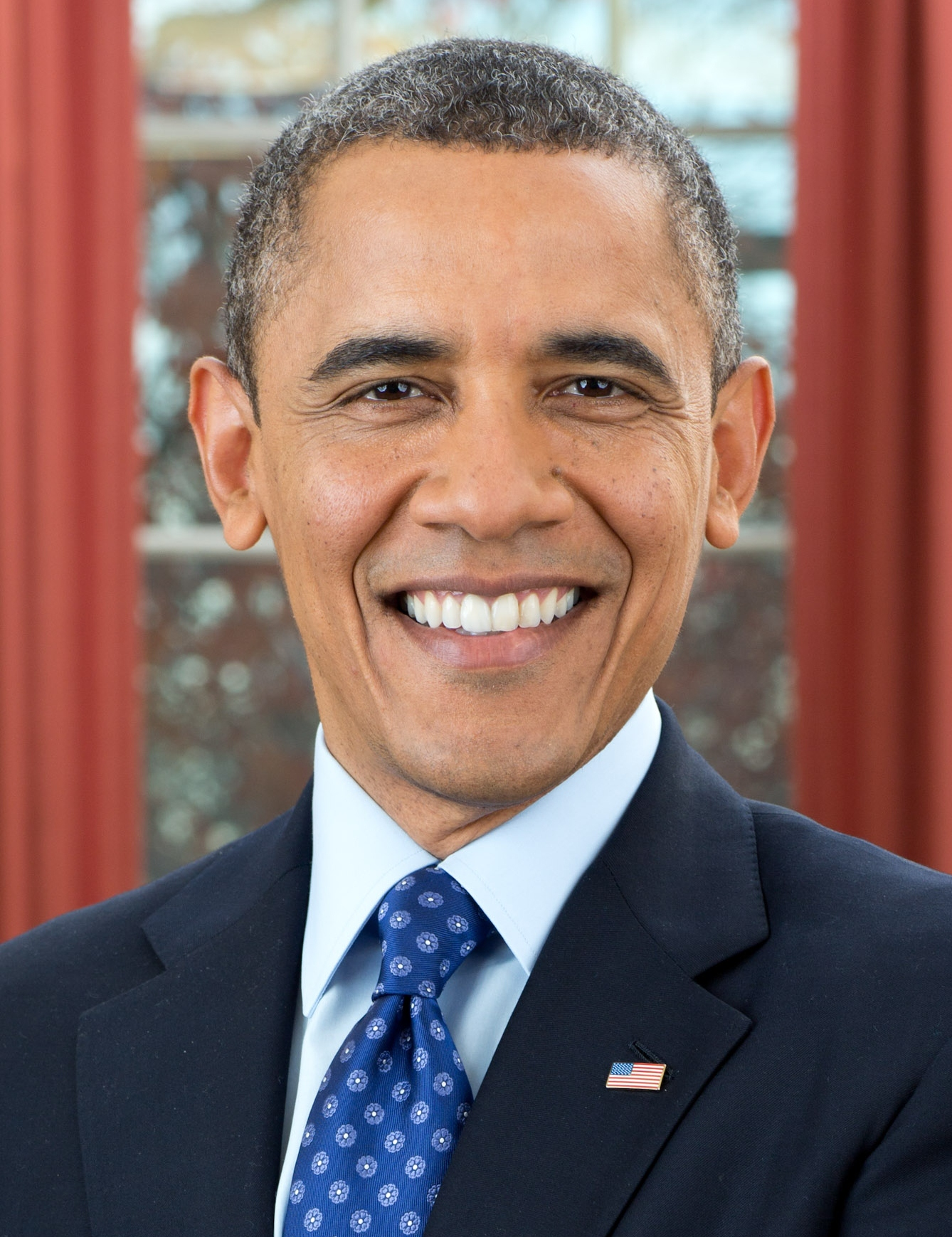
الولايات المتحدة باراك أوباما، رئيس الولايات المتحدة
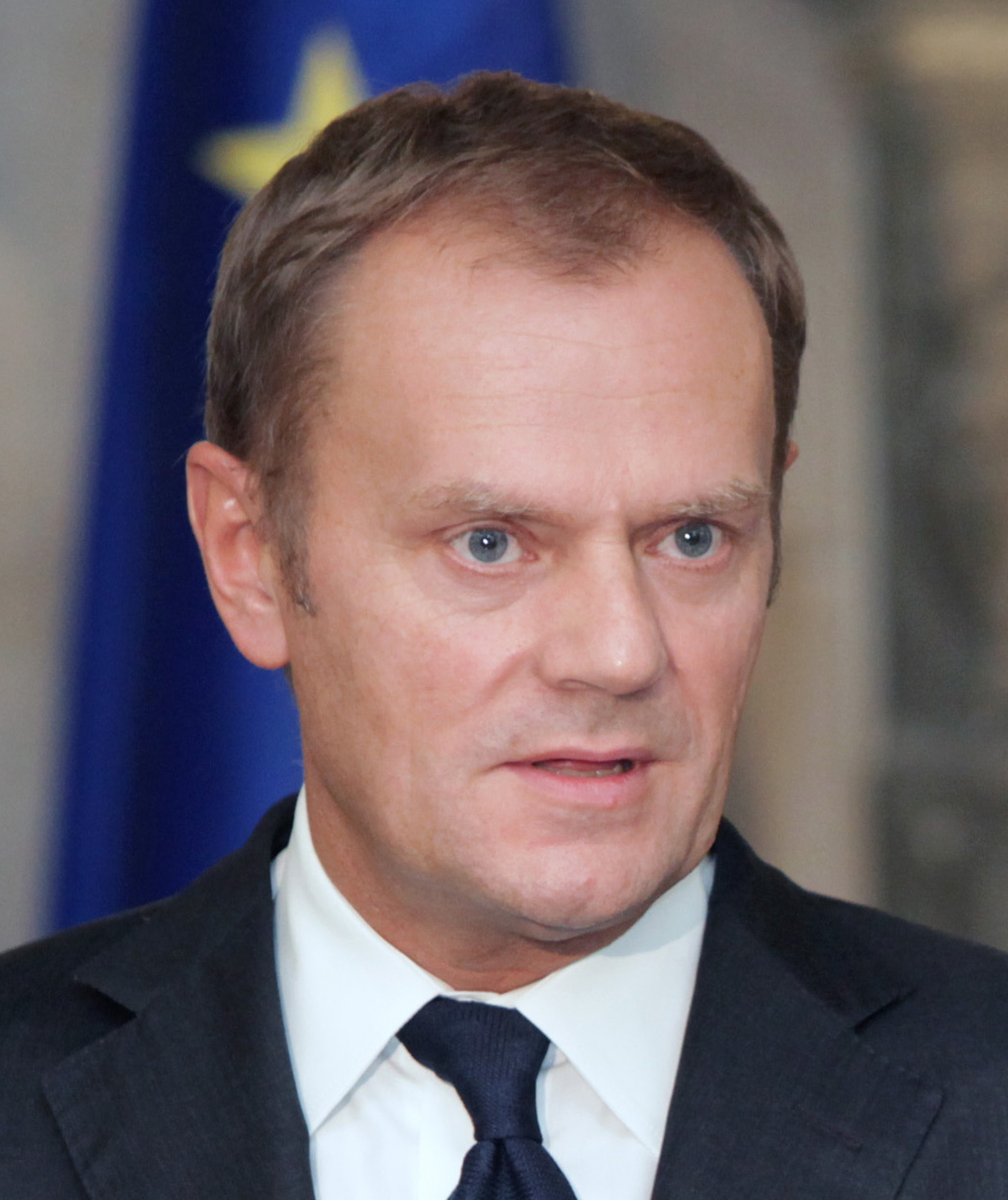
الاتحاد الأوروبي دونالد توسك، رئيس المجلس الأوروبي
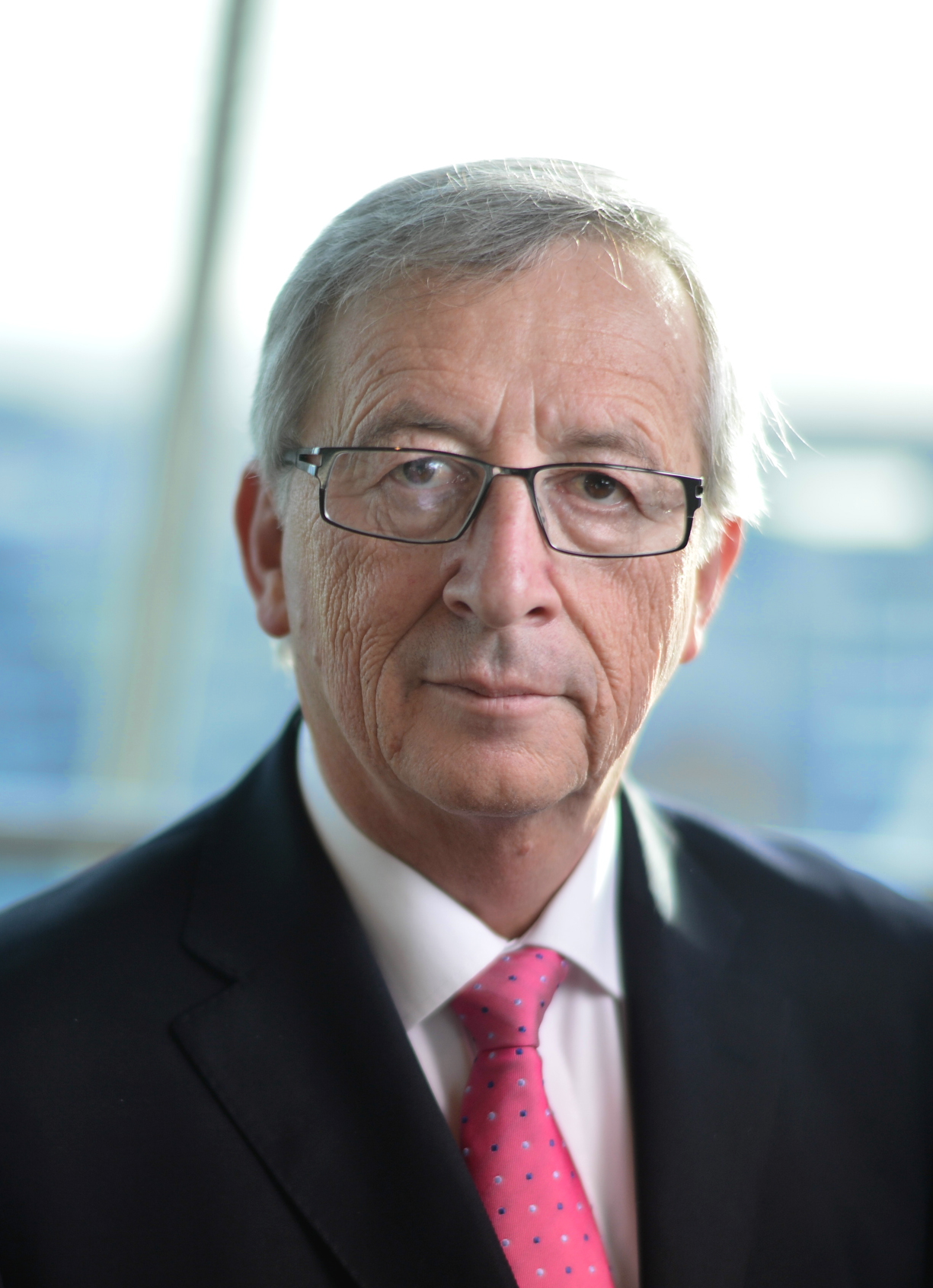
الاتحاد الأوروبي جان كلود يونكر، رئيس المفوضية الأوروبية منذ

### الضيوف المدعوون

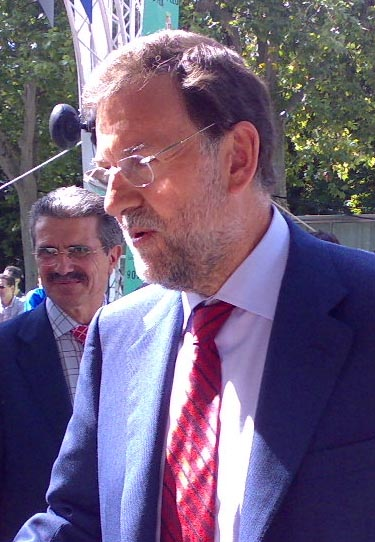
' ماريانو راخوي، قائمة رؤساء الوزراء في إسبانيا
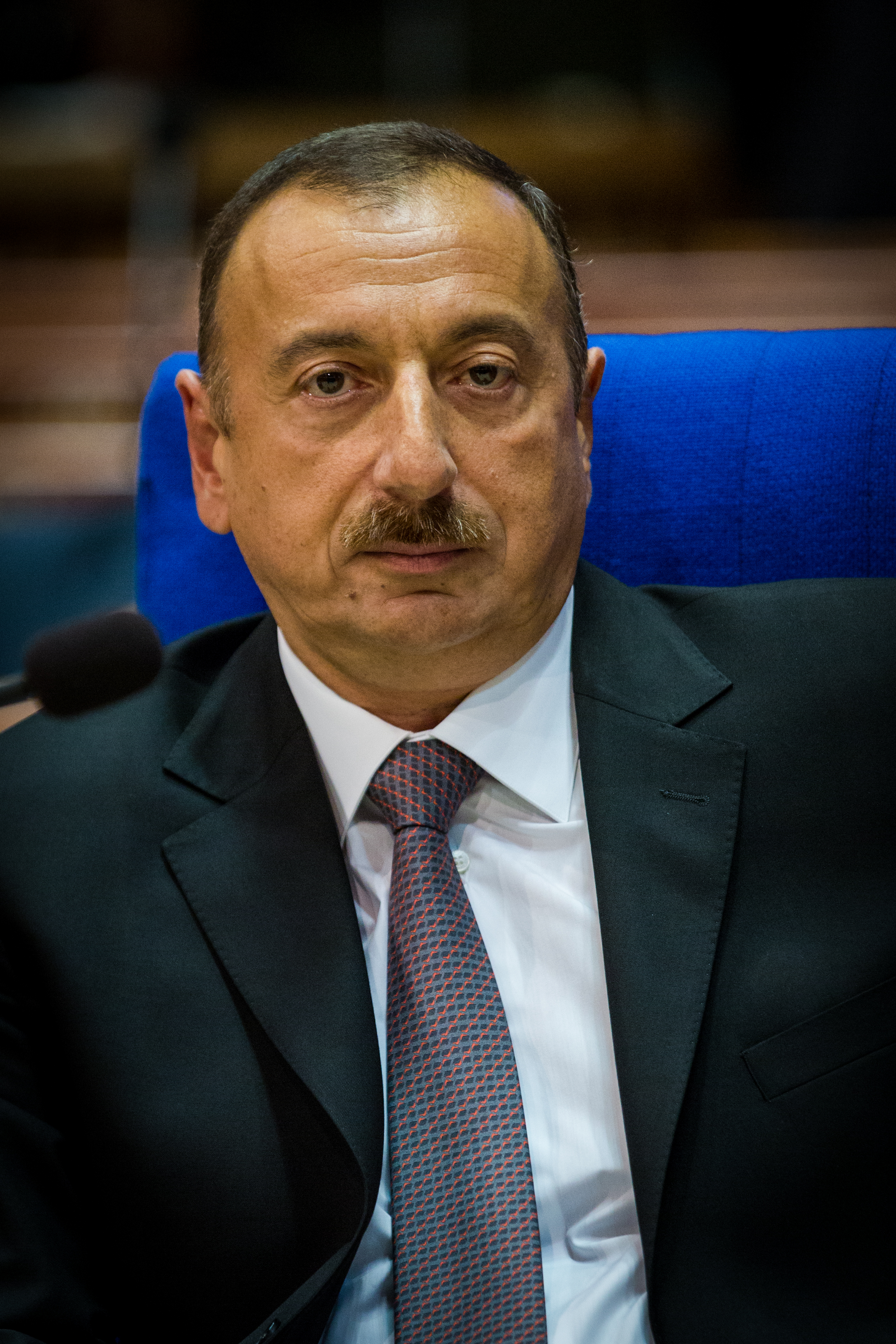
' إلهام علييف، رئيس
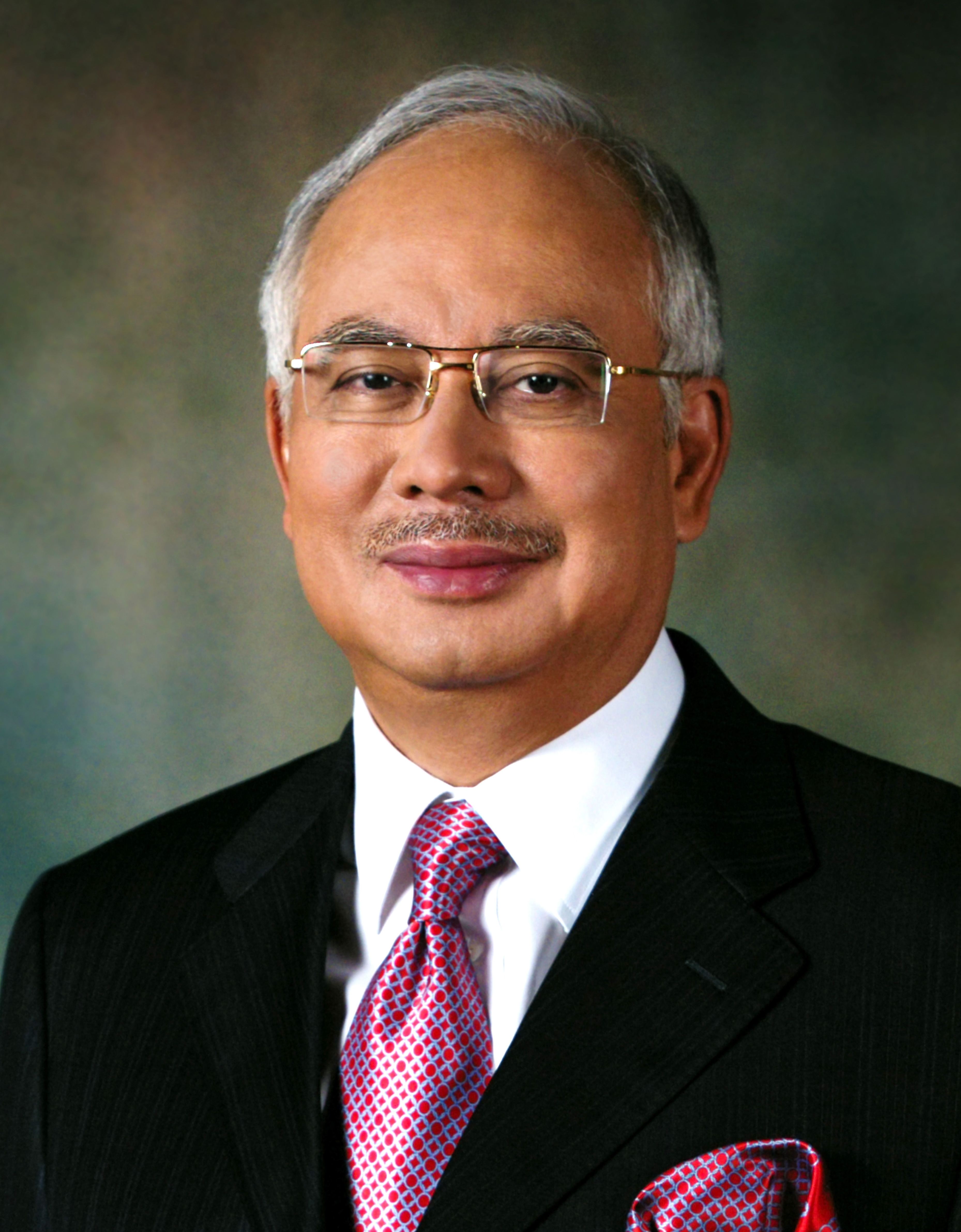
' نجيب تون عبد الرزاق، رئيس وزراء، ورئيس أسيان
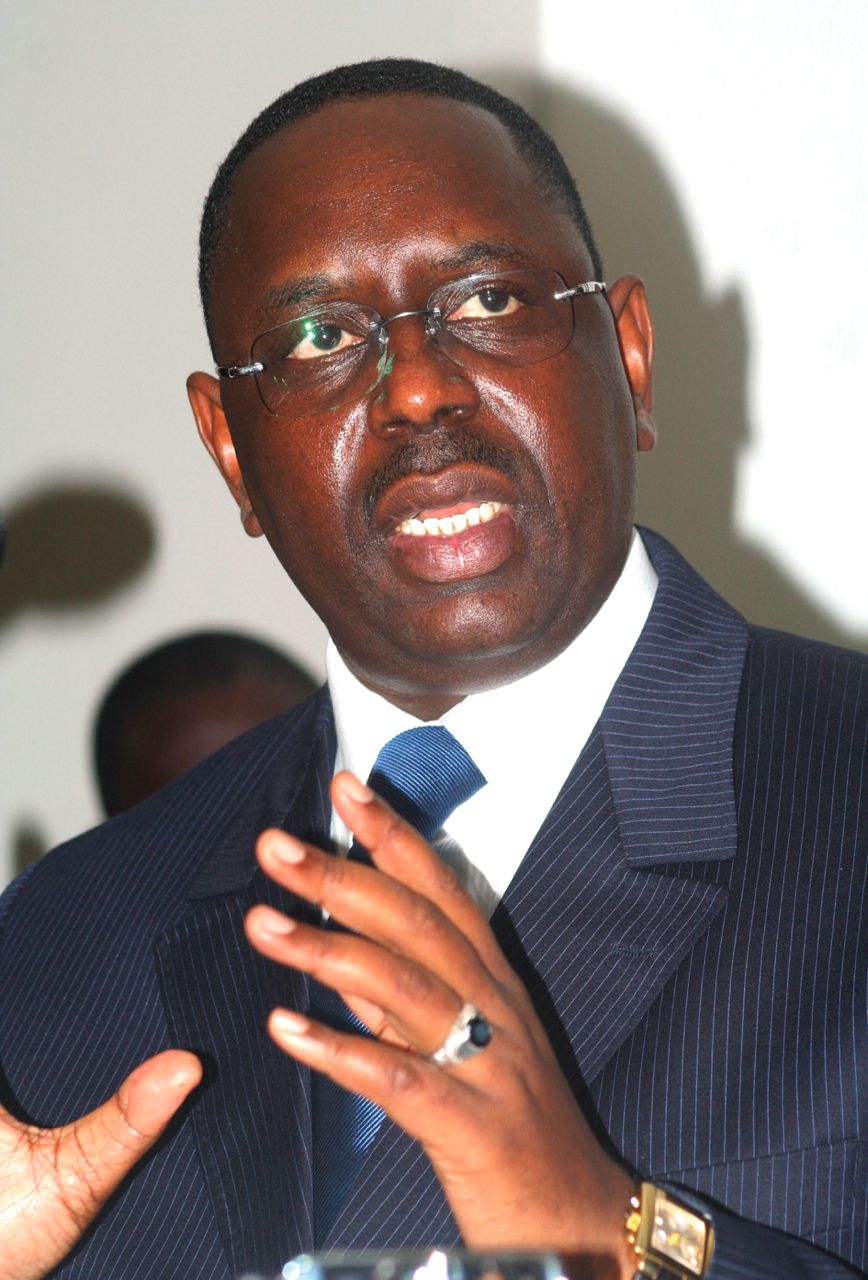
' ماكي سال، رئيس
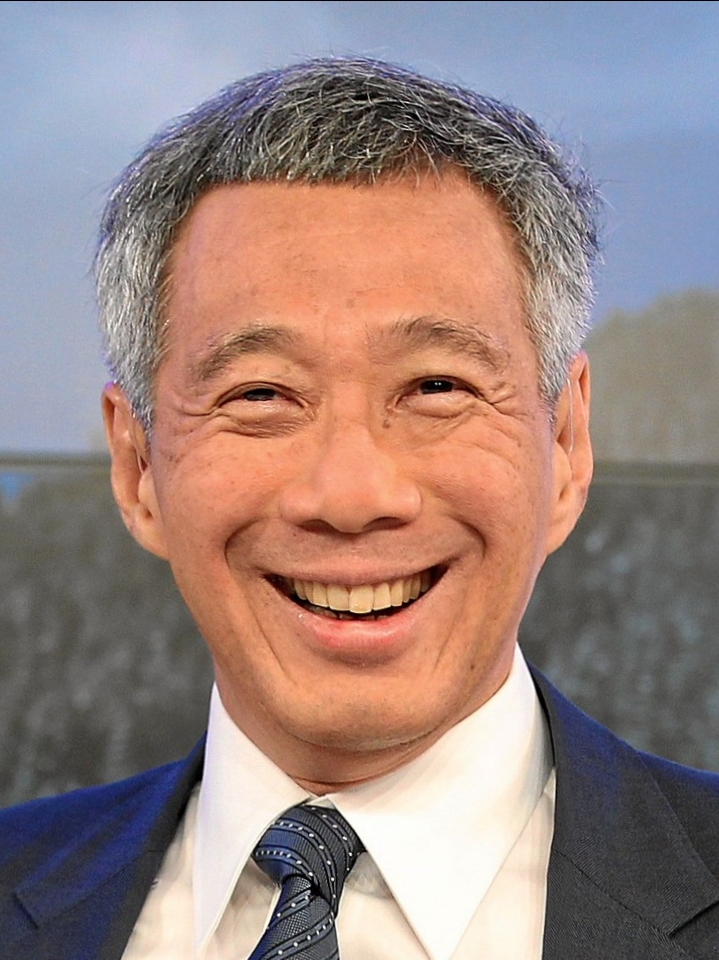
' لي هسين لونغ، رؤساء وزراء سنغافورة
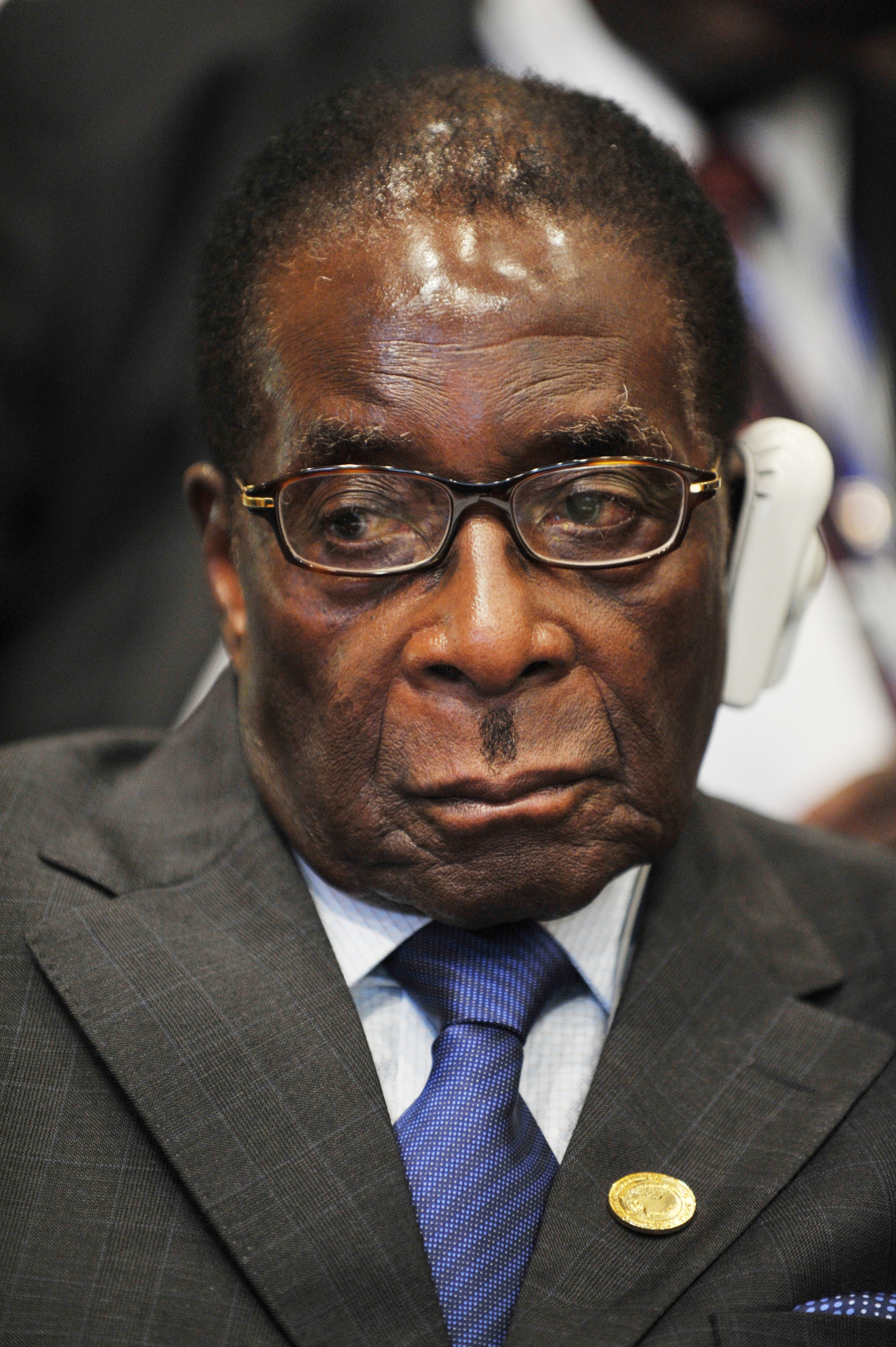
' روبرت موغابي، رئيس زيمبابوي، وممثل الاتحاد الأفريقي

- إسبانيا
ماريانو راخوي، قائمة رؤساء الوزراء في إسبانيا
- أذربيجان
إلهام علييف، رئيس
- ماليزيا
نجيب تون عبد الرزاق، رئيس وزراء، ورئيس أسيان
- السنغال
ماكي سال، رئيس
- سنغافورة
لي هسين لونغ، رؤساء وزراء سنغافورة
- زيمبابوي
روبرت موغابي، رئيس زيمبابوي، وممثل الاتحاد الأفريقي[3]

## روابط خارجية
- G-20 Summit 2015 الموقع الرسمي
- G-20 Info مركز - جامعة تورنتو